# Peter E. Ney

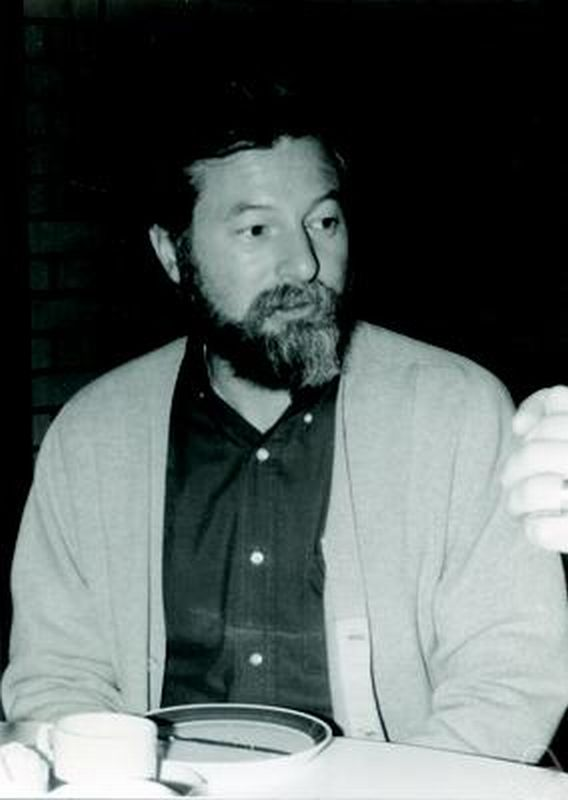
Peter Ney 1972

Peter E. Ney (* 6. Juli 1930 in Brünn) ist ein US-amerikanischer Mathematiker, der sich mit Stochastik befasst.
Peter Ney studierte am Massachusetts Institute of Technology mit dem Bachelor-Abschluss 1951 und an der Columbia University mit dem Master-Abschluss 1952. Er  wurde dort 1960 bei José Moyal promoviert (Some Contributions to the Theory of Cascades). 1958 bis 1960 war er Instructor an der Cornell University und war dort 1960 bis 1963 Assistant Professor. 1963/64 war er Visiting Assistant Professor für Statistik an der Stanford University  und 1964/65 Associate Professor an der Cornell University (für Industrial Engineering). 1965 wurde er Associate Professor und 1969 Professor an der University of Wisconsin-Madison, an dem er 1974 bis 1977 der Mathematikfakultät vorstand.   
Er ist Fellow des Institute of Mathematical Statistics. 1971/72 war er Guggenheim Fellow und Gastprofessor in Israel (Technion, Weizmann-Institut). 1991 erhielt er einen Humboldt-Forschungspreis und 1984 war er Fulbright-Stipendiat.
Er ist Ko-Autor einer Monographie in der Grundlehren-Reihe über Verzweigungsprozesse.
Ab 1988 war er Herausgeber der Annals of Probability.

## Schriften
- mit  Krishna B. Athreya: Branching Processes, Grundlehren der mathematischen Wissenschaften 196, Springer 1972
- mit Alejandro D. de Acosta:  Large deviations for additive functionals of Markov chains, Memoirs AMS 2014